# Byrkjelo
Byrkjelo – wieś w gminie Gloppen w regionie Sogn og Fjordane, w Norwegii. W 2007 roku liczyła 287 mieszkańców.
W Byrkjelo znajduje się jeden z największych zakładów mleczarskich w zachodniej Norwegii.
W 1999 roku na stadionie w Byrkjelo odbyły się zawody lekkoatletyczne, podczas których wielokrotny mistrz kraju w trójskoku, Ketill Hanstveit pobił swój rekord życiowy, uzyskując wynik 17,27 m, który do dziś jest też rekordem Norwegii.